# 徳田伊三郎
徳田 伊三郎（とくだ いさぶろう、1884年 - 1945年3月10日）は、日本の元騎手（東京競馬倶楽部、日本競馬会）、元調教師（東京競馬倶楽部、日本競馬会）。のち高橋姓に改称。

## 経歴
函館大経の弟子で、1942年に、騎手としては高齢の58歳で引退するまで、現役騎手兼調教師として活躍した。
当時としてはめずらしいモンキー乗りの騎乗スタイルで、騎乗技術は高かったが、どちらかと言えば数々の奇行で知られており、「ヘン徳」とあだ名されていた。例を挙げると、「目黒競馬場があった頃、場内にあった馬の銅像の上に跨って、勝利を祈願していた」とか、「競走中に前の馬を追い抜く時、必ず追い抜いた馬の騎手を見てニヤリと笑った」などである。また、競馬場の馬場に競馬記者を連れ出し、直線コースの内埒沿いわずかのところを、馬体を埒に当てることなくまっすぐ馬を走らせ、みずからの騎乗技術の高さを見せ付けたという。
1933年、第2回東京優駿大競走（日本ダービー、目黒競馬場）では、人気薄のメリーユートピアに騎乗、2周目でカブトヤマを追い抜いて先頭に立ち、後続馬を引き離そうとした。このとき、カブトヤマに騎乗していた大久保房松に向けて、徳田がニヤッと笑ったのを見て、いつもの癖だと見逃しかけたのを「メリーユートピアの朝の調教の動きがいい」と忠告されていたのを思い出して慌てて追いかけ、何とか1着になったものの、「気が付かなければそのまま逃げ切られていただろう」と、大久保はのちに語っている。
東京競馬場に厩舎を構え、調教師との兼業で騎手を続けていたが、58歳となった1942年に騎手の現役を退き、さらに1944年の太平洋戦争激化に伴う競馬開催中止の際に競馬界を去った。その後の消息は不明であることから、東京大空襲に巻き込まれ亡くなったと思われる。

## 成績

### 騎手成績
通算成績は資料がなく不明。